# Poltys squarrosus
Poltys squarrosus là một loài nhện trong họ Araneidae.
Loài này thuộc chi Poltys. Poltys squarrosus được Tord Tamerlan Teodor Thorell miêu tả năm 1898.